# Li Li
Li Li, Chinees: 李莉, (1947) is een voormalig Chinees professioneel tafeltennisster. Haar naam wordt ook wel als L'i Li-fen geschreven.
Zij werd wereldkampioene op de wereldkampioenschappen 1973 op de gemengd dubbel met landgenoot Liang Geliang.

## Belangrijkste resultaten
- WK
  -  Goud in het gemengd dubbelspel in 1973 in Sarajevo met Liang Geliang.
  -  Zilver met het team in 1971 in Nagoya.
  -  Brons in het enkelspel in 1965 in Ljubljana.
  -  Brons in het dubbelspel in 1965 in Ljubljana met Feng Mengya.
  -  Brons in het enkelspel in 1971 in Nagoya.